# Паньково (Могилёвская область)
Паньково — деревня в составе Запольского сельсовета Белыничского района Могилёвской области Республики Беларусь.

## Географическое положение
Ближайшие населённые пункты: Дручаны, Рубеж, Замочулье.